# الترفيه الرياضي

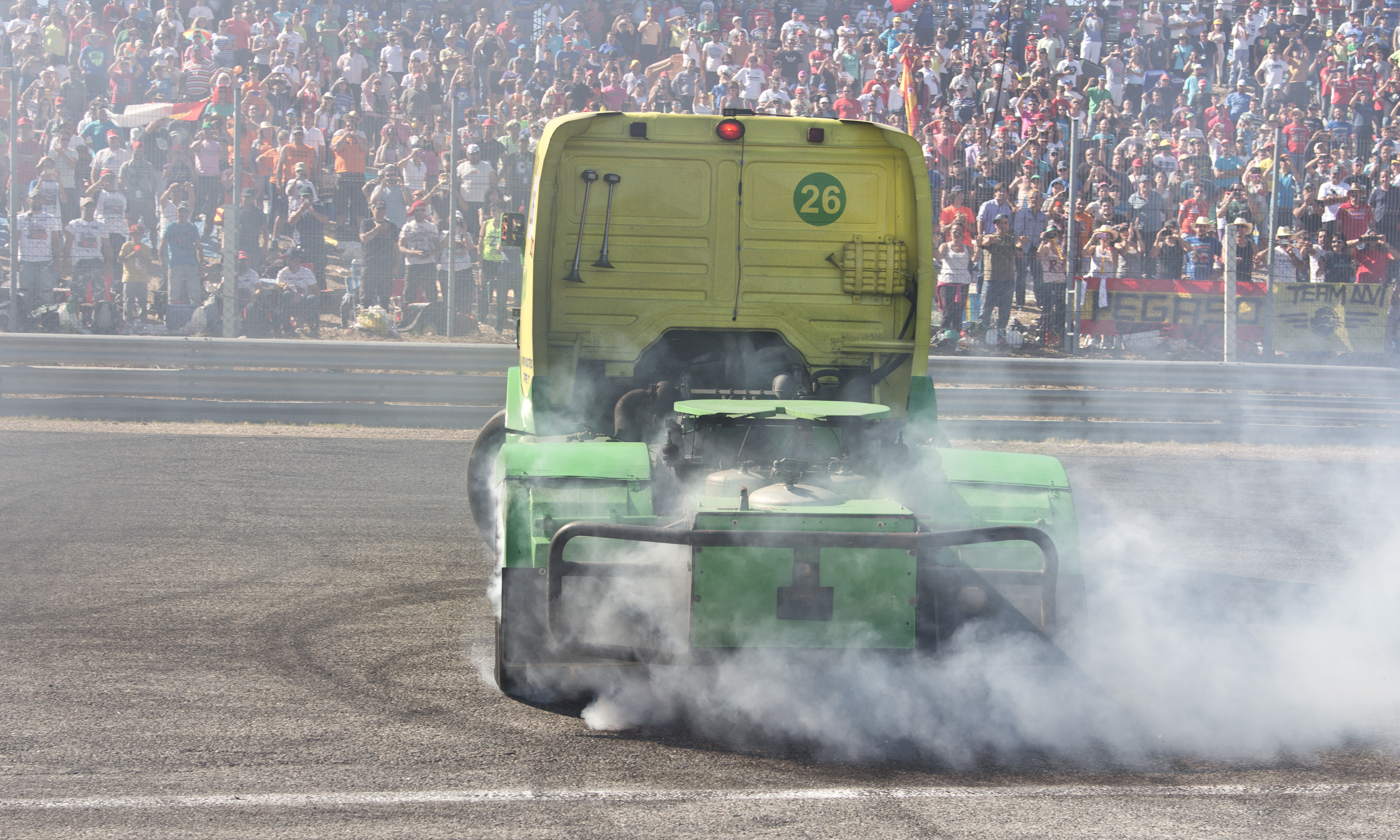

الرياضة الترفيهية هي نوع من المشاهد الذي يقدم احداث بشكل ظاهري رياضية تنافسية باستخدام مستوى عال من الاسلوب المسرحي بغرض الترفيه عن الجمهور. على عكس الرياضات والألعاب النموذجية، التي تُجرى للمنافسة أو الروح الرياضية أو التمارين البدنية أو الاستجمام الشخصي، فإن المنتج الرئيسي للترفيه الرياضي هو الأداء لصالح الجمهور، وبالتالي لا يتم ممارسته بشكل خاص. عادة، ولكن ليس في جميع الحالات، تكون النتائج محددة مسبقًا؛ لأن هذا هو سر مفتوح، لا يعتبر أن يكون التلاعب بنتائج المباريات ومثل هذه الرياضات الترفهية هي مصارعة المحترفين والبوكس والكيك بوكس والفنون القتالية المخطلطة وكرة القدم الامريكية. 

## التاريخ
تمت صياغة مصطلح «الترفيه الرياضي» لأول مرة علي التلفاز من قبل مالك الاتحاد العالمي للمصارعة (WWF)، وهو الآن رئيس دبليو دبليو اي (WWE) فينس مكمان خلال فترة الثمانينات كمصطلح تسويقي لوصف رياضة مصارعة المحترفين، في المقام الأول للمعلنين المحتملين،  على الرغم من تاريخ السلائف مرة أخرى إلى فبراير 1935، عندما وصف رئيس تحرير تورونتو ستار الرياضي لو مارش المصارعة المحترفة بأنها «ترفيه رياضي». في عام 1989، استخدم الاتحاد العالمي للمصارعة (WWF) العبارة في قضية رفعها إلى مجلس الشيوخ في نيوجيرزي لتصنيف المصارعة المحترفة على أنها «ترفيه رياضي» وبالتالي لا يخضع للتنظيم مثل الرياضات التنافسية المباشرة مثل كرة القدم وكرة السلة والجري والرماية والمصارعة الرومانية.... وغيرها 
تمثل بعض الأحداث الترفيهية الرياضية أشكالًا مختلفة من الألعاب الرياضية الفعلية، مثل عروض كرة السلة مع فريق هارلم غلوبتروتر. وقام البعض بتعديل الرياضة لأغراض الترفيه: العديد من أنواع مباريات مصارعة المحترفين (التي اشتقتها المصارعة الرومانية التقليدية)، ومؤخراً العديد من سباقات التميمة المختلفة التي أقيمت في العديد من ألعاب دوريات البيسبول الكبرى في فترات الراحة بين الأدوار المختلفة. تم تقديم دربي المتزلجين كشكل من أشكال الترفيه الرياضي في السبعينيات، على الرغم من أن الإصدارات الحديثة من رياضة التزلج أصبحت كرياضة تنافسية مشروعة.

## التصورات
لدي الترفيه الرياضي وصمة عار لكونه ثقافة شعبية طائشة، وفي بعض الحالات يمجد العنف من أجل الترفيه،  وانتُقد على هذا النحو في وسائل الإعلام الشعبية، غالبًا من خلال الإغواء وحب تقليد ما يتم مشاهدته سواء علي التلفاز أو علي شبكة الإنترنت أو حتي في العروض الحية الخاصة بهذه الرياضات لذلك تحذر الكثير من الشركات التي تمثل هذه الرياضات بان تذكر المشاهدين بأن كل من يقوم بهذه الحركات هم اشخاص محترفين ويتدربون لسنوات كي يقوموا باداء هذه الحركات بشكل سليم كي لا تتسبب في أذية أحد. 